# Basse-Terre (Gemeinde)
Basse-Terre (Guadeloupe-Kreolisch: Bastè, deutsch etwa: Niederes Land) ist eine Gemeinde in Guadeloupe und der Hauptort der Région und des französischen Überseedépartements sowie des Arrondissements. Sie hat 9419 Einwohner (Stand 1. Januar 2022).
Die Gemeinde ist Sitz des römisch-katholischen Bistums Basse-Terre.

## Geographie
Basse-Terre liegt am Fuß des aktiven Vulkans La Soufrière, an der Mündung des Rivière aux Herbes, im Südwesten der gleichnamigen Insel Basse-Terre.

## Geschichte
Die französische Besiedelung des Gebietes des heutigen Basse-Terre begann, nachdem um 1640 mit den Kariben der Region Friede geschlossen worden war. 1643 traf Charles Houël (1616–1682) als erster Gouverneur von Guadeloupe auf der Insel ein und ließ sich am Rivière aux Herbes nieder. Ab 1650 ließ er im Süden das Fort Louis Delgrès (früher Fort Saint-Charles) erbauen, welches die Gouverneursstadt schützte.
| Bevölkerungsentwicklung | Bevölkerungsentwicklung | Bevölkerungsentwicklung | Bevölkerungsentwicklung | Bevölkerungsentwicklung | Bevölkerungsentwicklung | Bevölkerungsentwicklung | Bevölkerungsentwicklung | Bevölkerungsentwicklung |
| ----------------------- | ----------------------- | ----------------------- | ----------------------- | ----------------------- | ----------------------- | ----------------------- | ----------------------- | ----------------------- |
| Jahr                    | 1961                    | 1967                    | 1974                    | 1982                    | 1990                    | 1999                    | 2006                    | 2012                    |
| Einwohner               | 13.978                  | 15.690                  | 15.457                  | 13.656                  | 14.003                  | 12.410                  | 12.834                  | 11.534                  |

## Sehenswürdigkeiten
In Basse-Terre gibt es einige bemerkenswerte Gebäude, die als Monument historique (MH) eingestuft sind und daher unter Denkmalschutz stehen, zum Beispiel:
- Kathedrale Notre-Dame-de-Guadeloupe, erbaut im Jahr 1736 im Barockstil, Hauptkirche des Bistums Basse-Terre, MH seit 1975[1]
- Kirche Notre-Dame-du-Mont-Carmel aus der 2. Hälfte des 17. Jahrhunderts, im 19. und 20. Jahrhundert erweitert, MH seit 2006[2]
- Sitz der Präfektur, Palais d'Orléans genannt, erbaut 1936 nach Plänen des Architekten Ali Tur, MH seit 1997[3]
- Fort Louis Delgrès, erbaut ab 1765 als Verteidigungsanlage, MH seit 1977[4]

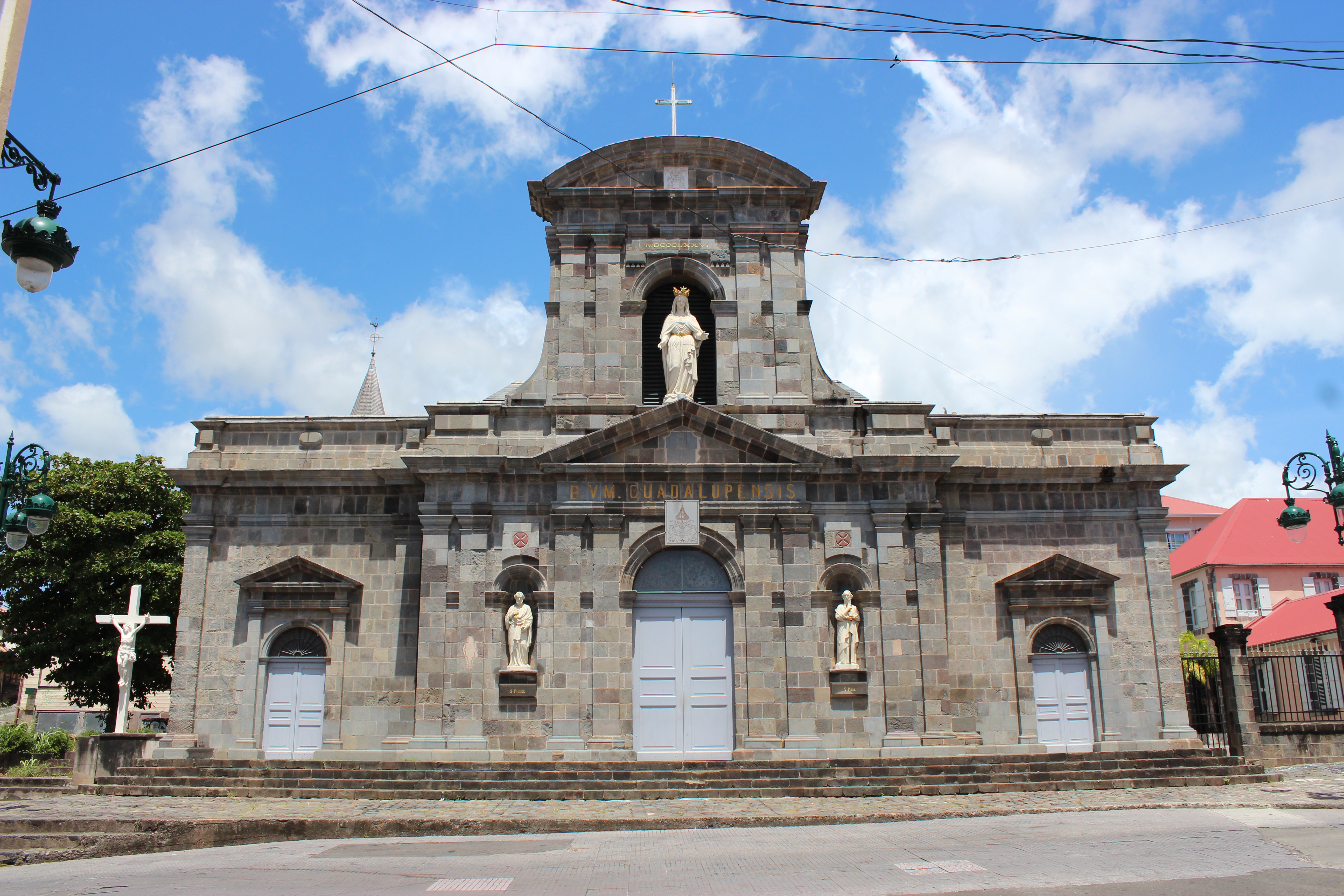
Kathedrale Notre-Dame-de-Guadeloupe
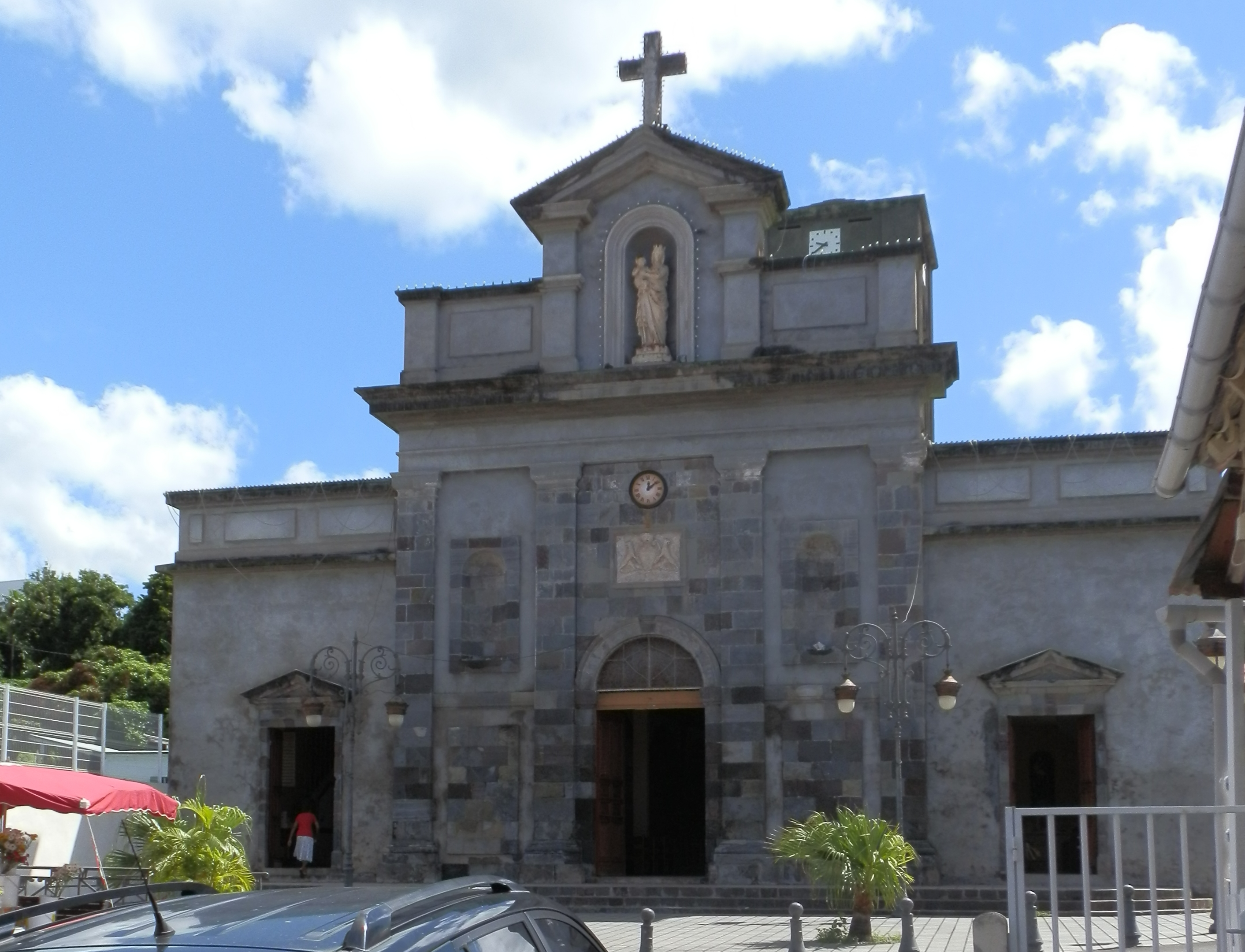
Notre-Dame-du-Mont-Carmel
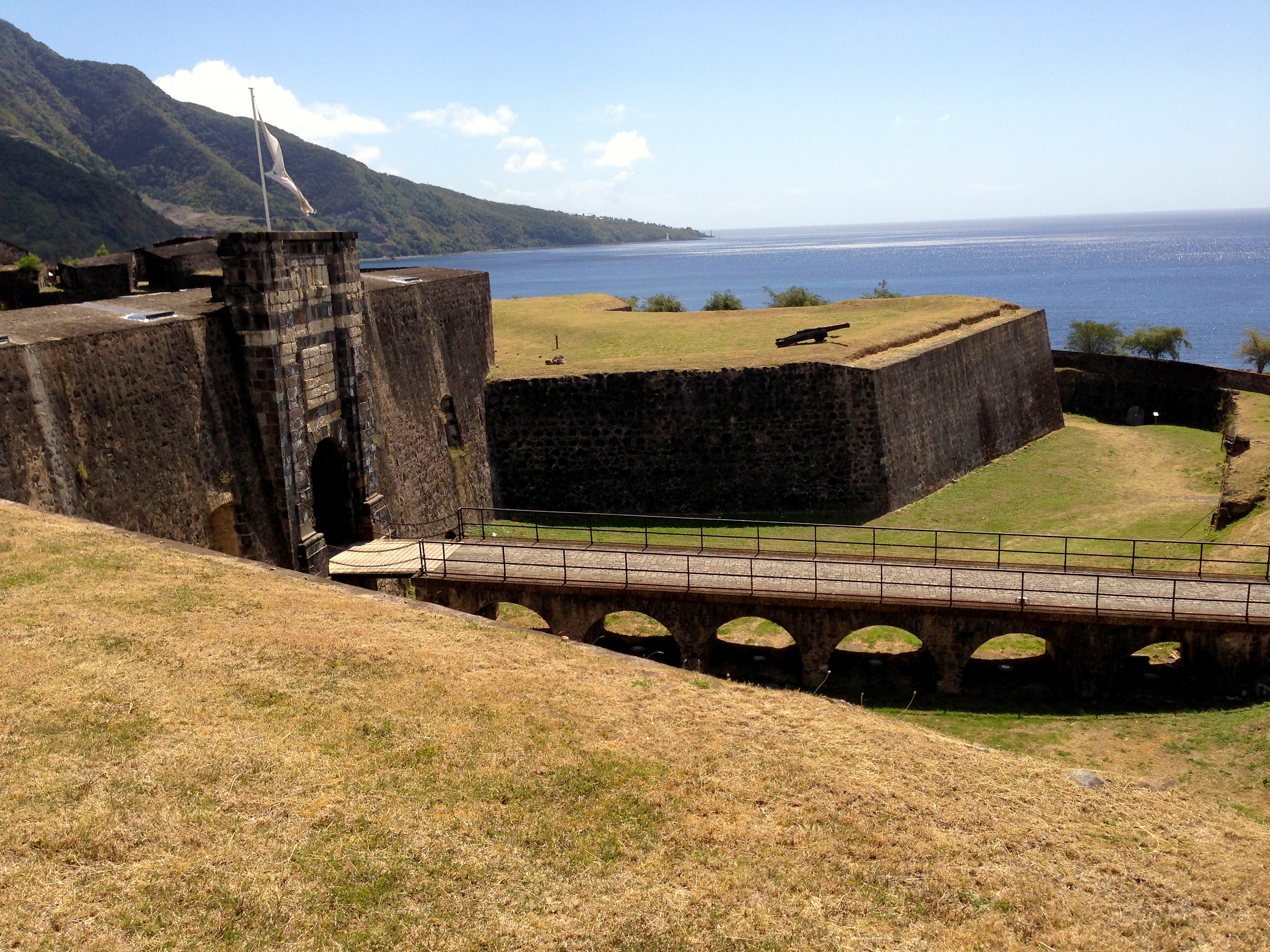
Fort Delgrès

## Städtepartnerschaft
Partnerstadt von Basse-Terre ist die Stadt Puducherry in Südindien, die unter dem Namen Pondichéry bis 1954 die Hauptstadt Französisch-Indiens war.

## Söhne und Töchter
- Joseph Boulogne (1745–1799), Geigenvirtuose, Komponist und Dirigent
- Léon Hennique (1851–1935), Schriftsteller
- Paul Niger (1915–1962), antikolonialistischer Dichter und Romancier
- Marc Michel (1929–2016), Schauspieler
- Évelyne Élien (* 1964), Sprinterin
- Marie-José Pérec (* 1968), Sprinterin
- Rony Martias (* 1980), Radrennfahrer
- Kévin Danois (* 2004), Fußballspieler